# Rhynchostegium sarcoblastum
Rhynchostegium sarcoblastum är en bladmossart som beskrevs av Brotherus och Jean Édouard Gabriel Narcisse Paris 1900. Rhynchostegium sarcoblastum ingår i släktet näbbmossor, och familjen Brachytheciaceae. Inga underarter finns listade i Catalogue of Life.